# Puzzle video revija
Puzzle video revija je rolkarska video revija, ki izhaja štirikrat na leto in je bila ustvarjena, da bi prikazala rolkanje v Evropi. Prva številka je izšla leta 1997, sedaj pa so številke poimenovane po letnih časih, od 2004 pa revija izhaja brezplačno, vsako številko je mogoče tudi prenesti z njihove spletne strani. S šteilko Winter 2007 so ob deseti obletnici popolnoma obnovili izgled njihovih filmov. 
Revijina spletna stran je od leta 2006 postala zelo pomemben del delovanja te video revije, saj na njej sedaj vsakodnevno objavljajo nov video material s celega sveta. Poleg objave novih številk, so začeli na svoji strani objavljati tudi stare številke.
Slovenija je bila v reviji prvič prikazana v 21. številki (turneja evropske Sole-tech ekipe po Sloveniji in Hrvaški), od takrat dalje pa lahko slovenske rolkarske kraje vidimo skoraj v vsaki številki, kot tudi v drugih rolkarskih filmih.
Od njenega pojava je v Evropi nastalo veliko novih rolkarskih video revij, vendar pa je Puzzle še vedno edina, ki povezuje celotno Evropo.